# Alojzy Karwacki
Alojzy Karwacki OFMConv., właśc. Leopold Jan Karwacki (ur. 11 listopada 1866 w Dobromilu, zm. 3 lub 4 kwietnia 1924 we Lwowie) – polski franciszkanin konwentualny, prezbiter, prowincjał, autor publikacji historycznych. 

## Życiorys
Urodził się jako Leopold Karwacki 11 listopada 1866 w Dobromilu. Po ukończeniu szkoły w rodzinnej miejscowości kształcił się w C.K. Gimnazjum w Przemyślu, gdzie w 1882 ukończył IV klasę.
W 1884 we Lwowie wstąpił do zakonu franciszkanów (Zakon Braci Mniejszych Konwentualnych). W 1889 otrzymał sakrament święceń kapłańskich. Od sierpnia 1895 do maja 1899 po raz pierwszy pełnił urząd gwardiana klasztoru franciszkanów w Sanoku. W czerwcu 1899 został wybrany magistrem kleryków i definitorem czasowym we Lwowie oraz otrzymał jurysdykcję w archidiecezji lwowskiej. Od 1 października 1899 wraz z o. Samuelem Rajssem był jednym z dwóch pierwszych franciszkanów przybyłych do nowo założonego konwentu w Jaśle, początkowo był drugim kapłanem tamże (przełożonym konwentu był o. Rajss), po czym na przełomie 1901/1902 sam został gwardianem rezydencji; ponadto od 1900 do 1902 był także nauczycielem języka łacińskiego i śpiewu w C. K. Gimnazjum w Jaśle. Po raz drugi był gwardianem w Sanoku od 1902 do stycznia 1904, gdy został przeniesiony na stanowisko gwardiana w klasztorze w Krośnie, którym pozostawał do 1905 przez okres 18 miesięcy, a później ponownie w Jaśle, w klasztorze w Krakowie, gdzie angażował się przy pracach renowacyjnych miejscowej placówki. Za jego czasu koronowana została tam Matka Boża Bolesna, zwana Smutną Dobrodziejką Krakowa (1908) oraz rozwinięto kult błogosławionej Salomei. W 1910 objął funkcję członka wydziału Towarzystwa Opieki nad Polskimi Zabytkami Sztuki i Kultury w Krakowie. Od około 1911 w drugiej dekadzie XX wieku był gwardianem i administratorem parafii w Kalwarii Pacławskiej, w tym podczas I wojny światowej. W miejscach swojej posługi podejmował działalność ukierunkowaną na odnowienie dziedzictwa zakonnego, a także na zabezpieczenie dorobku zakonnego, w tym bibliotek i archiwów. Z drugiej strony poczynił starania skutkujące odzyskaniem polskich konwentów franciszkańskich, które uprzednio zostały zlikwidowane przez władze zaborcze. Zajmował się utrwalaniem historii franciszkańskiej polskich klasztorów, studiował archiwa konwentów zakonnych na ziemiach polskich, stworzył monografie, które udokumentował w 23 manuskryptach, ponadto spisywał życiorysy zakonników. Porządkował archiwa klasztorne, dokonywał streszczeń aktów, zbierał materiały historyczne. Był także autorem dwóch tomów pamiętników. W połowie lat 20. XX wieku był wymieniany jako jeden z dwóch polskich zakonników (drugim był o. Czesław Bogdalski), który w archiwach i bibliotekach zgromadził najwięcej materiałów o zakonie św. Franciszka w Polsce. Od września 1918 sprawował urząd naczelnego przełożonego, czyli prowincjała całej zakonnej prowincji polskiej. Stanowisko piastował przez dwie kadencje, do końca życia. Za jego zgodą jako prowincjała działalność wydawniczą i swoich dzieł podjął o. Maksymilian Maria Kolbe, w tym wydawanie czasopisma „Rycerz Niepokalanej”.
Zmarł 3 lub 4 kwietnia 1924 we Lwowie.

## Wybrane prace
- Materiały rękopiśmienne do dziejów OO. Franciszkanów w Polsce[24]
- Materiały do historii Prowincji i Konwentów OO. Franciszkanów w Polsce, Litwie i Rusi[4]
- Materiały do historii polskiej i ruskiej prowincji OO. Franciszkanów[25]
- Sławniejsi franciszkanie w Polsce, ich życiorysy i dzieła[4]
- Pamiętniki X. Alojzego Karwackiego franciszkanina od czasu wstąpienia do zakonu w 1883, a spisywane od r. 1902[4]
- Błogosławiona Salomea. Krótki żywot i nabożeństwo do niej (1907)
- Koronacya cudownego obrazu Matki Bożej Bolesnej w kościele OO. Franciszkanów w Krakowie dnia 20 września 1908 r. (1908)[26]
- Błog. Salomea za życia i po śmierci. W siedemsetną rocznicę jej urodzin (1911)